# Bregmaceros cantori
Bregmaceros cantori  (лат.) — вид морских лучепёрых рыб из семейства брегмацеровых отряда трескообразных. Распространены в западной части Атлантического океана. Морские пелагические рыбы. Максимальная длина тела 7,5 см.
Видовое название дано в честь датского натуралиста Теодора Эдварда Кантора (дат. Theodore Edward Cantor, 1809—1860), который первым описал род Bregmaceros в манускрипте, который был впоследствии утерян. Milliken & Houde утверждают, что Кантор умер до того, как его рукопись была опубликована, но не упоминают, что рукопись была утеряна.

## Описание
Тело удлинённое, несколько сжато с боков; высота тела укладывается 5,5—7,2 раза в стандартную длину тела. Голова небольшая, длина головы составляет 15—20 % стандартной длины тела. Рыло короткое, тупое, закруглённое; длина рыла примерно равна половине диаметра глаза. Подбородочный усик отсутствует. Окончание верхней челюсти доходит до вертикали, проходящей через середину глаза. Межглазничное пространство узкое. Глаза относительно крупные, частично закрыты прозрачной мембраной. Жаберные тычинки редуцированы до небольших зубчатых выступов, равномерно разбросанным на жаберных дугах. Два спинных плавника и один длинный анальный плавник. Первый спинной плавник расположен в задней части головы (затылочное расположение); состоит из одного удлинённого гибкого луча, окончание которого достигает начала основания второго спинного плавника; в сложенном состоянии убирается в канавку на спине. Второй спинной плавник с 45—48 мягкими лучами; основание плавника начинается в средней части спины и тянется до хвостового плавника. Лучи в средней части заметно короче лучей в передней и задней части, что делает верхний профиль плавника заметно вогнутым в средней части. Анальный плавник с 45—49 мягкими лучами сходен по размерам и форме со вторым спинным плавником. Начало основания анального плавника находится на одной вертикали с началом основания второго спинного плавника. Короткие грудные плавники с 13—16 мягкими лучами. Брюшные плавники расположены под головой; 4 коротких лучей и три очень длинных лучей, окончания которых доходят до середины анального плавника Хвостовой плавник хорошо выражен, немного раздвоенный, не соединяется со вторым спинным и анальным плавниками. Чешуя мелкая, 60—80 латеральных рядов. Боковая линия расположена близко к спине, начинается от бороздки первого спинного плавника. Позвонков 45—48.
Тело бесцветное, полупрозрачное. По верхней части тела от края жаберной крышки до основания хвостового плавника разбросаны многочисленные коричневые точки, заходят на голову и спинной плавник. Остальные плавники бесцветные.
Максимальная длина тела 5,7 см, по другим данным — 7,5 см.

## Биология
Морские эпи- и мезопелагические рыбы. Обитают на глубине от 100 до 2000 м. Икра и личинки пелагические. Длина тела личинок при вылуплении составляет около 1,2 мм; за 60 дней вырастают до 20,3 мм. Личинки длиной от 3,8 до 8,2 мм питаются преимущественно мелкими копеподами, более крупные особи переходят на питание остракодами, хотя в состав рациона в меньших количествах входят копеподы и другие беспозвоночные.

## Ареал
Распространены в западной части Атлантического океана от Северной Каролины вдоль побережья США, включая Багамские острова и Мексиканский залив, до Карибского моря (от Кубы до Тобаго; не обнаружены у Ямайки и Каймановых островов). Вдоль побережья Южной Америки от Колумбии до юга Бразилии.